# Чемпионат СССР по тяжёлой атлетике 1926
6-й чемпионат СССР по тяжёлой атлетике прошёл с 8 по 12 апреля 1926 года в зале Динамо, Москва (РСФСР). В нём принял участие 41 атлет. Количество весовых категорий возросло до 6. Программа состояла из пятиборья (жим, рывок одной рукой, рывок двумя руками, толчок одной рукой и толчок двумя руками).

## Медалисты
| Категория     | Золото                                   | Золото   | Серебро                              | Серебро  | Бронза                                | Бронза   |
| До 58 кг      | Ефим Чулин «Динамо» Москва               | 378,8 кг | Яков Шепелянский Клуб Ленина Киев    | 350 кг   | Михаил Арон «Спарта» Киев             | 323,1 кг |
| До 62 кг      | Александр Бухаров «Динамо» Москва        | 416,8 кг | Михаил Буйницкий «Динамо» Ленинград  | 405 кг   | Михаил Коршунов «Коммунальник» Москва | 377,5 кг |
| До 67,5 кг    | Арсений Никитин Эстонский клуб Ленинград | 440,6 кг | Пётр Хрястолов «Динамо» Ленинград    | 422 кг   | Михаил Ганиза «Динамо» Одесса         | 420 кг   |
| До 75 кг      | Давид Эхт Красная Армия Киев             | 463,2 кг | Александр Чёрный «Водник» Киев       | 450,5 кг | Андрей Ильин «Пищевики» Ленинград     | 430 кг   |
| До 82,5 кг    | Зосима Синицкий Гомель                   | 443 кг   | Семён Зеленский Киев                 | 430 кг   | Август Орлеан «Электрик» Харьков      | 430 кг   |
| Свыше 82,5 кг | Ян Спарре «Динамо» Москва                | 515,2 кг | Юзеф Лесоправский «Политехники» Киев | 479 кг   | Михаил Костин «Динамо» Ленинград      | 443 кг   |